# Amblyeleotris melanocephala
Amblyeleotris  es una especie de peces de la familia de los Gobiidae en el orden de los Perciformes.

## Morfología
Las hembras pueden alcanzar los 9,36  cm de longitud total.

## Distribución geográfica
Se encuentran en las Islas Ryukyu y Bali (Indonesia ).

## Observaciones
Es inofensivo para los humanos. 